# Hrnčířský kruh

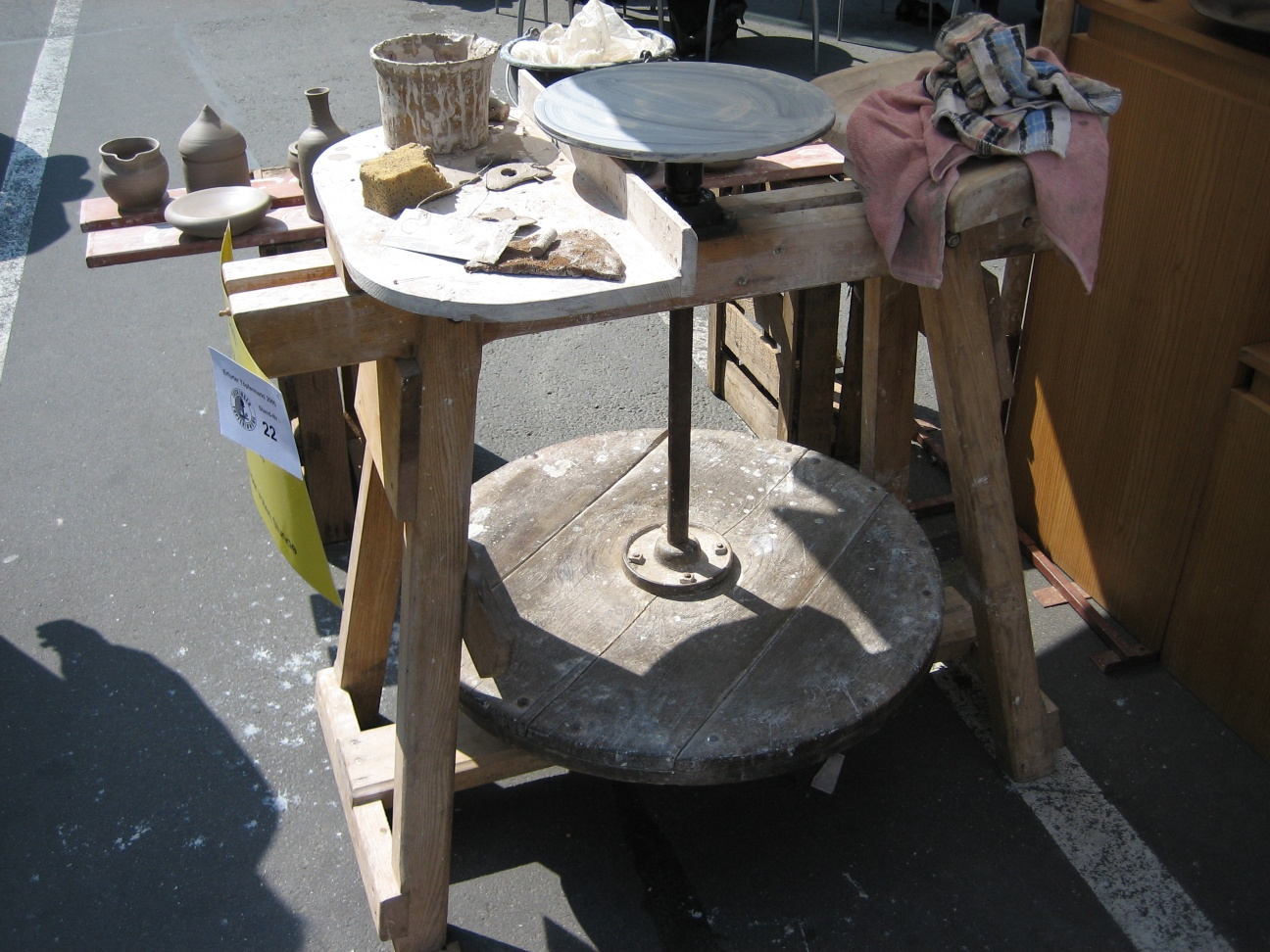
Kopací kruh

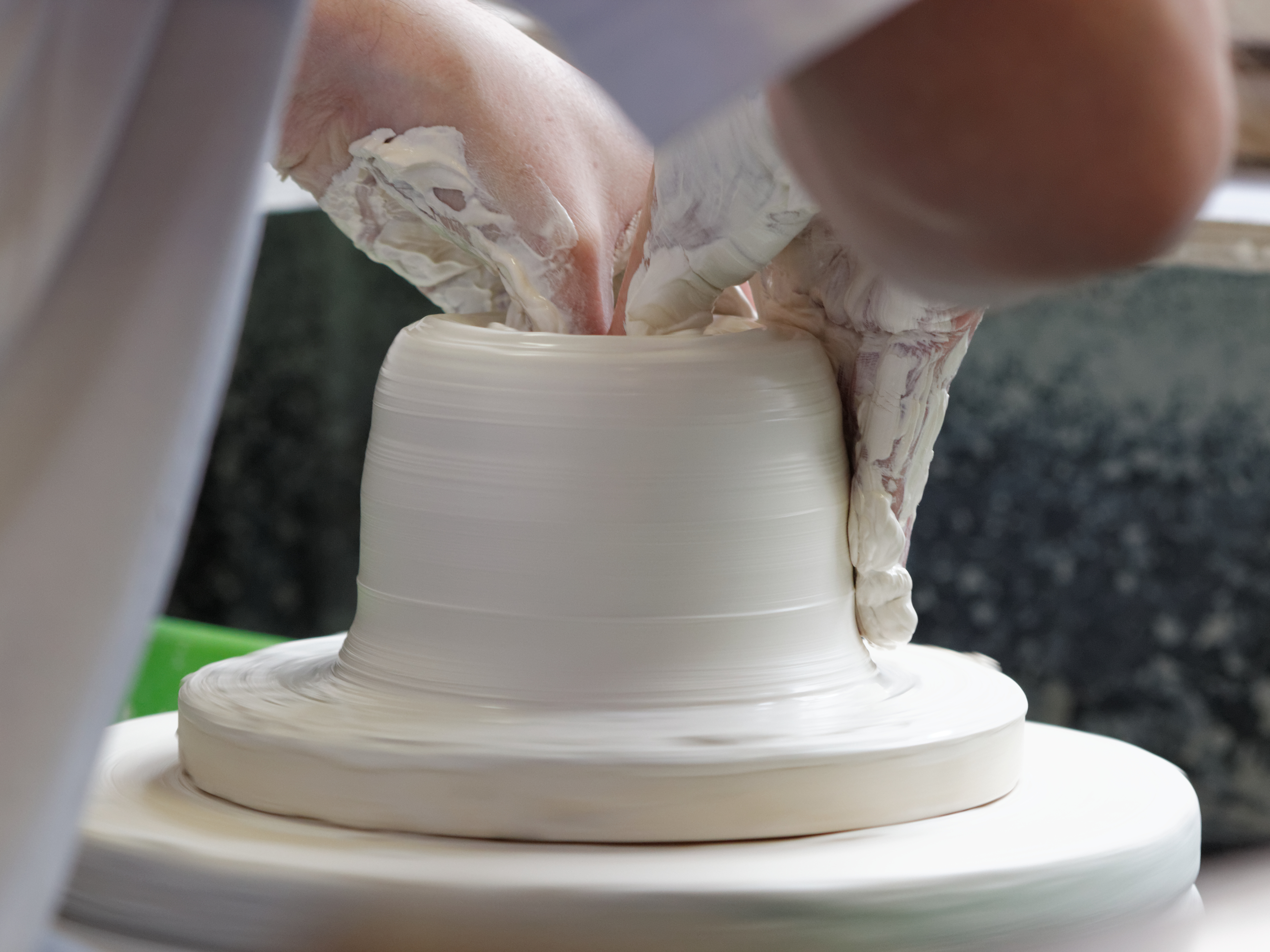
Točení základního tvaru nádoby

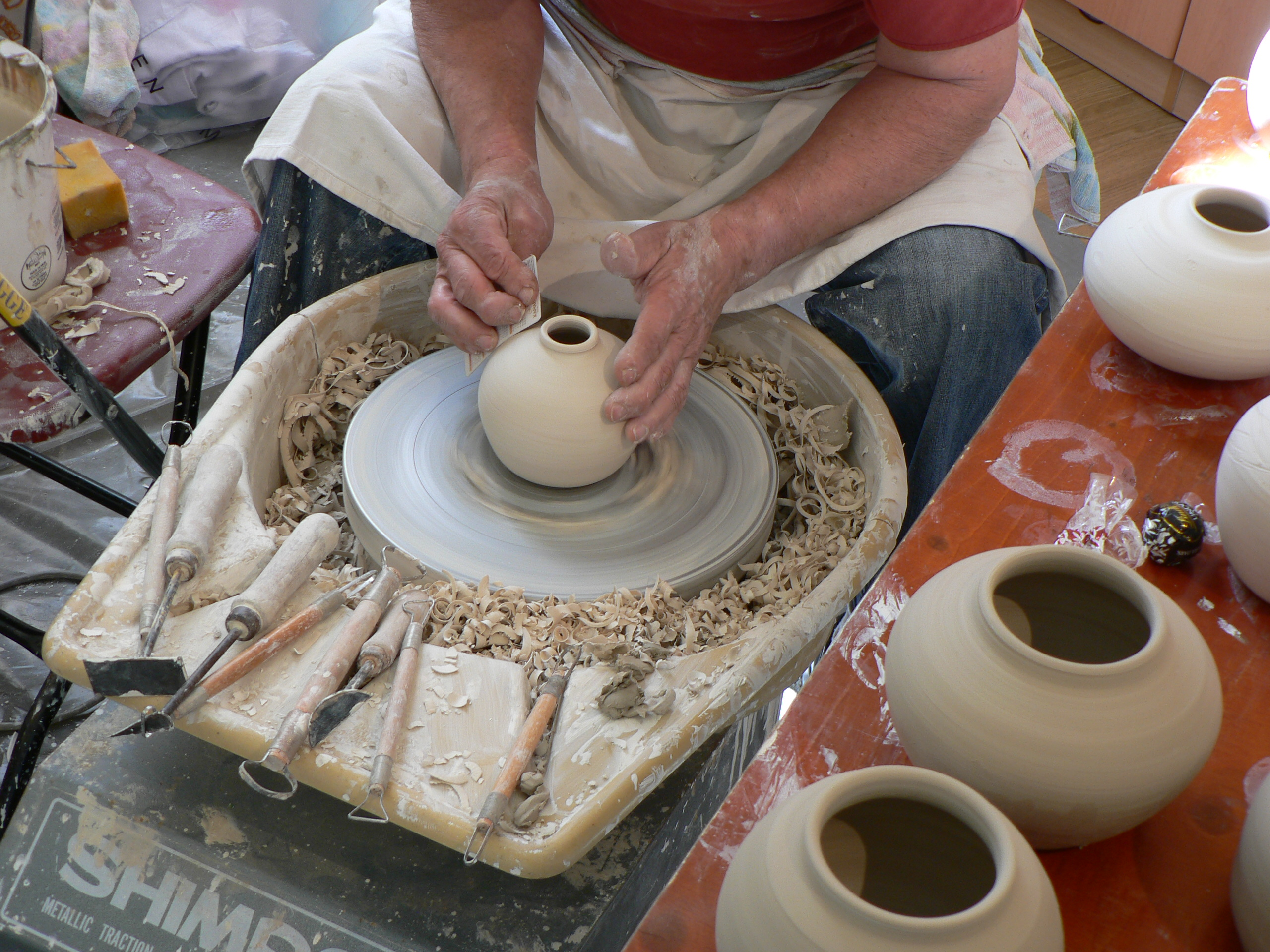
Hrnčíř dokončuje tvar nádoby na elektrickém hrnčířském kruhu

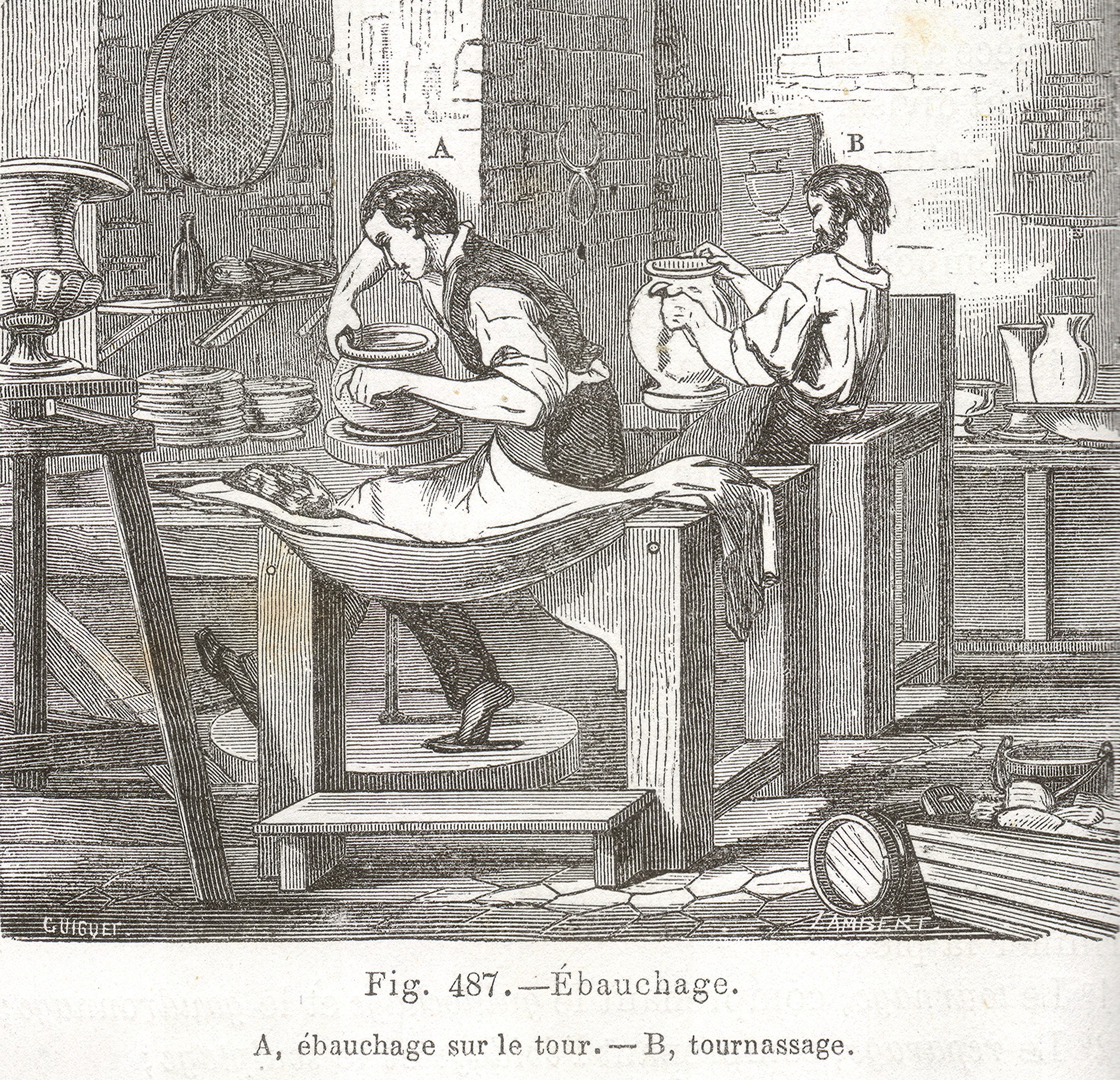
Hrnčířská dílna

Hrnčířský kruh je stroj k tvarování keramiky. Keramická hlína se umisťuje doprostřed otáčivého podstavce (talíře) a pomocí rukou a nástrojů se tvaruje do požadovaného symetrického tvaru - amfor, mís, váz či hrnců. Funguje na podobném principu jako soustruh.

## Historie
Hrnčířský kruh se objevuje již na počátku neolitu v 5. tisíciletí a byl tak jedním z prvních využití vynálezu kola. Zhruba ve 2 tisíciletí př. n. l. se objevil v Egyptě, na Blízkém východě (Mezopotámie) a v Asii, ale kořeny nacházíme v Číně. Pomalé hrnčířské kruhy usnadňovaly tradiční výrobu nádob vrstvením tenkých válečku hlíny, které se po uhlazení spojily a tvořily stěnu nádoby, až později se prosazovaly rychlé hrnčířské kruhy, které již umožňují kus hlíny navlhčenýma rukama přímo tvarovat do požadované podoby.
Kotouče se vyráběly z kamene nebo dřeva a točilo se jimi pomocí osy zasunuté do zářezu v horní části kola. Ve Středozemí otáčeli kruhem pomocníci, kteří tahali za řemenice nebo otáčeli jím nohama. Časem se prodloužením hřídele stal pohodlnějším a jednodušším nástrojem s výš zvednutým talířem, což umožnilo při práci sedět.
Od roku 1878 se k pohonu hrnčířského kruhu používá také strojní a později elektrický pohon.

## Technologie výroby
- V současné době jde o dva souběžně se otáčející dřevěné nebo železné kotouče propojené svislou osou a poháněné elektrickým zařízením. Dnešní stroje umožňují snižovat i zvyšovat otáčky pákou či pedálem. Větší spodní disk - šajba - je určen k pohonu hrnčířského kruhu, na střed horního menšího disku se pokládá hrouda jílovité hlíny. Ta se otáčí a umožňuje tak rovnoměrně vytvářet tvar nádoby:
  - z volné ruky (tvaruje se jednou nebo oběma rukama)
  - pomocí šablony či formy

- Někteří výrobci keramiky stále dávají přednost tzv. kopacímu (nožnímu) kruhu. Začíná vytáčet po rozkopání spodního talíře. Vytáčení se provádí při zpomalování otáčení kruhu. Keramik rukou otáčení ještě více zpomaluje.